# Beşiktaş JK (féminines)
Cet article concerne le club de football féminin. Pour le club de football masculin, voir Beşiktaş_JK_(football).
Beşiktaş JK est un club féminin de football turc basé à Istanbul. Fondée en 2014, il s'agit de la section féminine du Beşiktaş JK. L'équipe évolue dans le Championnat de Turquie féminin de football.

## Histoire
Le club fondé en 2014 débute sa première saison 2014-2015 en troisième division, il est de suite promu en deuxième division où en terminant sans défaite il s'assure une nouvelle promotion en première division.
Lors de sa première saison au plus haut niveau le club termine à la deuxième place puis la saison suivante à égalité de points avec Konak Belediyespor derrière les championnes d'Ataşehir Belediyespor. Dans le match d'appui Beşiktaş gagne pendant les prolongations et s'assure de nouveau le titre de vice-champion.
La saison suivante (2018-2019), Beşiktaş termine en tête à égalité de points avec ALG Spor, un match d'appui sur terrain neutre sera nécessaire, le club d'Istanbul gagne 1 à 0 et remporte son premier titre national. La saison 2019-2020 sera interrompue à cause de la pandémie de Covid-19 puis la saison suivante sera écourtée, Beşiktaş remportera les six matchs et empoche son deuxième titre en 2021.
Depuis 2021, le club est sponsorisé par Vodafone et joue sous le nom 	Beşiktaş Vodafone.

## Palmarès
| Compétitions nationales                                                                                       |
| --- |
| - Championnat de Turquie féminin (2) : - Champion : 2018-19 et 2020-21. - Vice-champion : 2016-17 et 2017-18. |